# Cladoramus
Cladoramus is een geslacht van rechtvleugeligen uit de familie doornsprinkhanen (Tetrigidae). De wetenschappelijke naam van dit geslacht is voor het eerst geldig gepubliceerd in 1907 door Hancock.

## Soorten
Het geslacht Cladoramus omvat de volgende soorten:
- Cladoramus crenulatus Hancock, 1907
- Cladoramus uncinatus Bolívar, 1890